# Casey Affleck
Casey Affleck, all'anagrafe Caleb Casey McGuire Affleck-Boldt (Falmouth, 12 agosto 1975), è un attore, regista, sceneggiatore e produttore cinematografico statunitense.
Ha esordito nel 1995 nel film Da morire. Nel 2001 entra nel cast di Ocean's Eleven - Fate il vostro gioco, interpretando Virgil Malloy, mentre nel 2002 è protagonista del film Gerry, di Gus Van Sant, in coppia con Matt Damon, con il quale nel 2004 recita ancora in Ocean's Twelve. Nel 2005 Steve Buscemi lo dirige in Lonesome Jim, pellicola indipendente e nel 2007, dopo Ocean's Thirteen, viene diretto dal fratello Ben in Gone Baby Gone. Nel 2008 è protagonista insieme a Brad Pitt di L'assassinio di Jesse James per mano del codardo Robert Ford, film che gli procura la sua prima nomination al Premio Oscar nella sezione miglior attore non protagonista.
Nel 2009 gira il documentario sulla vita del cognato Joaquin Phoenix, Joaquin Phoenix - Io sono qui!, che presenta fuori concorso alla Mostra internazionale d'arte cinematografica di Venezia nel 2010, anno in cui esce nelle sale The Killer Inside Me, di cui è protagonista. Nel 2016 ha ricevuto il plauso universale per la sua interpretazione nel film Manchester by the Sea, per il quale si è aggiudicato il Golden Globe per il miglior attore in un film drammatico, il BAFTA al miglior attore protagonista, il Critics Choice Award al migliore attore protagonista e il Premio Oscar al miglior attore protagonista alla sua seconda candidatura.

## Biografia

### I primi anni
Caleb Casey Affleck nasce il 12 agosto del 1975 a Falmouth, secondogenito dell'insegnante Christine Anne Boldt e di Timothy Byers Affleck; il fratello maggiore è il famoso attore e regista Ben. Studia presso la George Washington University e successivamente segue gli studi di fisica e astronomia alla Columbia University.
Dopo alcune produzioni televisive, esordisce nel 1995 interpretando un ragazzo sociopatico nel film di Gus Van Sant Da morire, accanto a Nicole Kidman e all'amico Joaquin Phoenix. Il film segnerà un'importante svolta nella sua vita: la pellicola è infatti la prima di tre, in cui viene diretto da Gus Van Sant, diventandone l'attore prediletto. In quegli anni recita in alcune produzioni al fianco del fratello Ben, tra cui In cerca di Amy di Kevin Smith e Will Hunting - Genio ribelle di Gus Van Sant.

### Il successo

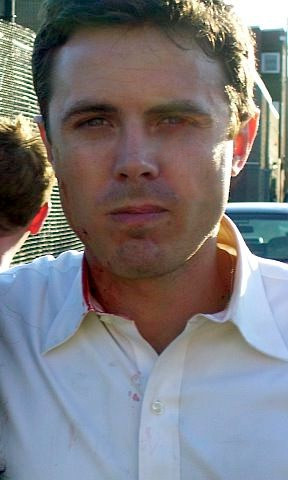
Casey Affleck nel 2006

Nel 2000 è stato tra i protagonisti di Lui, lei e gli altri, accanto a Heather Graham e alla sua ex moglie, Summer Phoenix, che interpreta un piccolo ruolo nel film. Nello stesso anno sempre insieme con Summer e l'amico Matt Damon è protagonista della pièce teatrale This is Our Youth. Ha preso parte alle commedie American Pie e American Pie 2, mentre nel 2001 è nel cast di Ocean's Eleven - Fate il vostro gioco di Steven Soderbergh; sempre nel 2001 recita nel thriller Soul Survivors - Altre vite con Luke Wilson e Eliza Dushku.
Nel 2002 scrive insieme con l'amico Matt Damon la sceneggiatura del film Gerry, diretto da Gus Van Sant, di cui è protagonista (insieme con Matt Damon). Il film, che concorre al Sundance Film Festival ed esce magicamente criticato da tutti i festival di film indipendenti, gli conferisce una grandissima notorietà.
Nel 2004 torna a interpretare Virgil Malloy in Ocean's Twelve, mentre nel 2005 Steve Buscemi lo dirige in Lonesome Jim, film indipendente, di cui è protagonista insieme a Liv Tyler. Nel 2006 si unisce al cast di The Last Kiss, remake del più noto film italiano di Gabriele Muccino, interpretando il ruolo di Chris, che era stato nel film originale di Giorgio Pasotti e l'anno successivo gira Ocean's Thirteen. Sempre nel 2007 viene diretto dal fratello Ben in Gone Baby Gone, mentre l'anno dopo interpreta il protagonista Robert Ford nel film di Andrew Dominik, L'assassinio di Jesse James per mano del codardo Robert Ford, accanto a Brad Pitt, ruolo che gli vale una nomination all'Oscar 2008 e al Golden Globe.
Nel 2010 viene presentato, fuori concorso, alla 67ª Mostra internazionale d'arte cinematografica di Venezia, il suo documentario Joaquin Phoenix - Io sono qui! dedicato alla "trasformazione" da attore in cantante rap del cognato e grande amico Joaquin Phoenix. Nello stesso anno è protagonista di The Killer Inside Me, diretto da Michael Winterbottom, accanto a Jessica Alba e Kate Hudson. Il film viene presentato al Sundance Film Festival, al Tribeca Film Festival e al Festival internazionale del cinema di Berlino. Nel 2011 esce Tower Heist - Colpo ad alto livello, in cui Casey recita accanto a Ben Stiller.
Nel 2016 recita accanto a Michelle Williams, nel film drammatico Manchester by the Sea, diretto da Kenneth Lonergan, per il quale si aggiudica il Golden Globe nella sezione miglior attore in un film drammatico, il BAFTA al miglior attore protagonista e il Premio Oscar al miglior attore protagonista.
Nel 2019 si autodirige nel film Light of My Life.

## Vita privata
Nel 1995, durante le riprese del film Da morire, l'amico e collega Joaquin Phoenix gli presenta la sorella minore Summer. Nel 2000 i due intraprendono una relazione. Il 31 maggio 2004 nasce ad Amsterdam il loro primo figlio, Indiana August, e il 3 giugno 2006 la coppia si sposa a Savannah, in Georgia. Nel gennaio del 2008 hanno un secondo figlio, Atticus. Nel marzo del 2016, il settimanale People riporta la notizia della loro separazione e imminente divorzio, con le rispettive dichiarazioni in merito, con le quali asseriscono entrambi di essere rimasti in buoni rapporti. il divorzio viene finalizzato nell'agosto 2017. Dal 2016 l'attore è sentimentalmente legato all'attrice Floriana Lima, e dal 2021 all'attrice Caylee Cowan.
È vegano dal 1995 ed è un sostenitore dei diritti degli animali, avendo preso parte, nel corso degli anni, alle varie campagne promosse dalla PETA e dalla Farm Sanctuary.
È inoltre uno strenuo sostenitore del Partito Democratico.

### Vicende giudiziarie
Nel 2010 è stato denunciato prima dalla produttrice Amanda White e in seguito dalla fotografa Magdalena Gorka, che avevano lavorato con lui nel documentario Joaquin Phoenix - Io sono qui!, per molestie sessuali e comportamenti irregolari. Le due, separatamente, avevano intrapreso un'azione legale contro l'attore, affermando che Affleck si era ripetutamente riferito alle donne definendole "vacche", parlando delle sue imprese sessuali e di quelle dei suoi colleghi, e in seguito, dopo aver chiesto l'età della White, le aveva esplicitamente chiesto se non era arrivato il momento di farsi mettere incinta. L'attore, negato l'accaduto, ha in seguito risolto le due cause di molestie e le accuse sono state ritirate.

## Filmografia

### Attore
- The Kennedys of Massachusetts – miniserie TV, 3 puntate (1990)
- Da morire (To Die For), regia di Gus Van Sant (1995)
- In corsa con il sole (Race the Sun), regia di Charles T. Kanganis (1996)
- In cerca di Amy (Chasing Amy), regia di Kevin Smith (1997)
- Will Hunting - Genio ribelle (Good Will Hunting), regia di Gus Van Sant (1997)
- Desert Blue, regia di Morgan J. Freeman (1998)
- 200 Cigarettes, regia di Risa Bramon Garcia (1999)
- American Pie, regia di Paul Weitz (1999)
- Chi ha ucciso la signora Dearly? (Drowning Mona), regia di Nick Gomez (2000)
- Lui, lei e gli altri (Committed), regia di Lisa Krueger (2000)
- Hamlet 2000 (Hamlet), regia di Michael Almereyda (2000)
- Ocean's Eleven - Fate il vostro gioco (Ocean's Eleven), regia di Steven Soderbergh (2001)
- American Pie 2, regia di James B. Rogers (2001)
- Soul Survivors - Altre vite (Soul Survivors), regia di Stephen Carpenter (2001)
- Gerry, regia di Gus Van Sant (2002)
- Ocean's Twelve, regia di Steven Soderbergh (2004)
- Lonesome Jim, regia di Steve Buscemi (2005)
- The Last Kiss, regia di Tony Goldwyn (2006)
- Ocean's Thirteen, regia di Steven Soderbergh (2007)
- L'assassinio di Jesse James per mano del codardo Robert Ford (The Assassination of Jesse James by the Coward Robert Ford), regia di Andrew Dominik (2007)
- Gone Baby Gone, regia di Ben Affleck (2007)
- Joaquin Phoenix - Io sono qui! (I'm Still Here), regia di Casey Affleck (2010)
- The Killer Inside Me, regia di Michael Winterbottom (2010)
- WII - Air War, regia di Sammy Jackson (2010)
- Tower Heist - Colpo ad alto livello (Tower Heist), regia di Brett Ratner (2011)
- ParaNorman, regia di Sam Fell e Chris Butler (2012) - voce
- Senza santi in paradiso (Ain't Them Bodies Saints), regia di David Lowery (2013)
- Il fuoco della vendetta - Out of the Furnace (Out of the Furnace), regia di Scott Cooper (2013)
- Interstellar, regia di Christopher Nolan (2014)
- L'ultima tempesta (The Finest Hours), regia di Craig Gillespie (2016)
- Manchester by the Sea, regia di Kenneth Lonergan (2016)
- Codice 999 (Triple 9), regia di John Hillcoat (2016)
- Storia di un fantasma (A Ghost Story), regia di David Lowery (2017)
- Old Man & the Gun (The Old Man & the Gun), regia di David Lowery (2018)
- Light of My Life, regia di Casey Affleck (2019)
- L'amico del cuore (Our Friends), regia di Gabriela Cowperthwaite (2019)
- Il mondo che verrà (The World to Come), regia di Mona Fastvold (2020)
- Every Breath You Take - Senza respiro (Every Breath You Take), regia di Vaughn Stein (2021)
- Oppenheimer, regia di Christopher Nolan (2023)
- The Instigators, regia di Doug Liman (2024)

### Sceneggiatore
- Gerry, regia di Gus Van Sant (2002)
- Joaquin Phoenix - Io sono qui! (I'm Still Here), regia di Casey Affleck (2010)
- Light of My Life, regia di Casey Affleck (2019)
- The Instigators, regia di Doug Liman (2024)

### Regista
- Joaquin Phoenix - Io sono qui! (I'm Still Here) (2010)
- Light of My Life (2019)

## Riconoscimenti
- Premio Oscar
  - 2008 – Candidatura al miglior attore non protagonista per L'assassinio di Jesse James per mano del codardo Robert Ford
  - 2017 – Miglior attore protagonista per Manchester by the Sea[4]
- Golden Globe
  - 2008 – Candidatura al miglior attore non protagonista per L'assassinio di Jesse James per mano del codardo Robert Ford
  - 2017 – Miglior attore in un film drammatico per Manchester by the Sea
- Premi BAFTA
  - 2017 – Miglior attore protagonista per Manchester by the Sea
- Screen Actors Guild Awards
  - 2008 – Candidatura al miglior attore non protagonista per L'assassinio di Jesse James per mano del codardo Robert Ford[23]
  - 2017 – Candidatura al miglior attore protagonista per Manchester by the Sea
  - 2017 – Candidatura al miglior cast per Manchester by the Sea
  - 2024 - Miglior cast cinematografico per Oppenheimer
- Critics' Choice Awards
  - 2008 – Candidatura al miglior attore non protagonista per L'assassinio di Jesse James per mano del codardo Robert Ford
  - 2008 – Candidatura al miglior cast corale per Gone Baby Gone
  - 2017 – Miglior attore per Manchester by the Sea
  - 2017 – Candidatura al miglior cast corale per Manchester by the Sea
- Satellite Award
  - 2007 – Miglior attore non protagonista per L'assassinio di Jesse James per mano del codardo Robert Ford
  - 2014 – Candidatura al miglior attore non protagonista per Il fuoco della vendetta – Out of the Furnace[24]
  - 2017 – Candidatura al miglior attore per Manchester by the Sea
- National Board of Review Awards
  - 2007 – Miglior attore non protagonista per L'assassinio di Jesse James per mano del codardo Robert Ford
  - 2016 – Miglior attore per Manchester by the Sea

## Doppiatori italiani
Nelle versioni in italiano delle opere in cui ha recitato, Casey Affleck è stato doppiato da:
- Massimiliano Alto in L'assassinio di Jesse James per mano del codardo Robert Ford, The Killer Inside Me, Interstellar, Manchester by the Sea, Storia di un fantasma, Old Man & the Gun, Oppenheimer, The Instigators
- Simone D'Andrea in Gone Baby Gone, Joaquin Phoenix - Io sono qui!, L'ultima tempesta, Codice 999, Every Breath You Take - Senza respiro
- Roberto Gammino in Ocean's Eleven - Fate il vostro gioco, Ocean's Twelve, The Last Kiss, Ocean's Thirteen
- Alessandro Quarta in Will Hunting - Genio ribelle, Tower Heist - Colpo ad alto livello, Senza santi in paradiso
- Vittorio De Angelis in American Pie, American Pie 2
- Marco Vivio in Soul Survivors - Altre vite, Il mondo che verrà
- Stefano Crescentini in Il fuoco della vendetta - Out of the Furnace, L’amico del cuore
- Fabrizio Vidale in Da morire
- Fabrizio Manfredi in In corsa con il sole
- Marco Baroni in 200 Cigarettes
- Davide Lepore in Chi ha ucciso la signora Dearly?
- Alessandro Tiberi in Lui, lei e gli altri
- Vittorio Guerrieri in Lonesome Jim
- Massimo Aresu in WII - Air War
- Giorgio Borghetti in Light of My Life

Da doppiatore è sostituito da:
- Alessandro Budroni in ParaNorman